# Kumbang (Kuta Makmur)
Kumbang is een bestuurslaag in het regentschap Aceh Utara van de provincie Atjeh, Indonesië. Kumbang telt 333 inwoners (volkstelling 2010).